# Amfreville-sur-Iton
Amfreville-sur-Iton település Franciaországban, Eure megyében. Lakosainak száma 882 fő (2022. január 1.). Amfreville-sur-Iton Acquigny, Canappeville, Hondouville és Le Mesnil-Jourdain községekkel határos.

## Népesség
A település népességének változása:
| Lakosok száma | 367  | 489  | 633  | 765  | 777  | 807  | 830  | 848  | 859  | 882  |
|               | 1968 | 1982 | 1990 | 2006 | 2013 | 2015 | 2017 | 2019 | 2020 | 2022 |